# Club Patí Raspeig
El Club Patí Raspeig (oficialment i en castellà, Club Patín Raspeig) és un club esportiu valencià que dedica la seva activitat a la pràctica de l'hoquei sobre patins. El club és de Sant Vicent del Raspeig, a l'Alacantí.
El club compta amb un total de nou equips formatius d'hoquei, dos de patinatge artístic i un d'hoquei patins absolut, que ha jugat a l'Ok Liga Plata, la segona categoria estatal.